# Valouse
Valouse település Franciaországban, Drôme megyében. Lakosainak száma 41 fő (2022. január 1.). Valouse Chaudebonne, Saint-Ferréol-Trente-Pas, Teyssières és Vesc községekkel határos.

## Népesség
A település népessége az elmúlt években az alábbi módon változott:
| Lakosok száma | 7    | 18   | 25   | 41   | 36   | 33   | 36   | 38   | 40   | 41   |
|               | 1968 | 1982 | 1990 | 2006 | 2013 | 2015 | 2017 | 2019 | 2020 | 2022 |